# Paul Scarron
Paul Scarron (ur. 4 lipca 1610 w Paryżu, zm. 7 października 1660 tamże) – francuski poeta, dramaturg i powieściopisarz.

## Życiorys
Urodził się 4 lipca 1610 roku w Paryżu w rodzinie mieszczańskiej. Początkowo jego rodzina chciała, by Scarron wybrał karierę duchownego. Po ukończeniu Sorbony otrzymał tonsurę i został przedstawiony Charles’owi de Beaumanoirowi, biskupowi Le Mans. Spędził pewien czas w Bretanii, Rzymie, lecz ostatecznie osiadł w Paryżu, gdzie poświęcił się działalności literackiej, a jego pierwszymi dziełami były burleski. W 1636 roku został kanonikiem katedry św. Juliana, pomimo że nie posiadał święceń kapłańskich. Zrezygnował z urzędu w 1652 roku, ze względu na małżeństwo.
W latach 1648–1653 napisał siedmiotomową trawestację Virgile travesty. Jego utwory często były pisane z myślą o konkretnych aktorach – na przykład Le Jodelet (wydany w 1645) został napisany, by obsadzić w głównej roli popularnego komika o tym samym imieniu. Często tworzył w oparciu o hiszpańskie oryginały, czego przykładem jest Dom Japhet d’Arménie (wydany w 1647). Według poety Marc-Antoine’a Girarda de Saint-Amanta, Scarron był pierwszym literatem, który uczynił burleski charakterystycznym gatunkiem XVII wieku.
W 1652 roku poślubił Madame de Maintenon, przyszłą metresę króla Ludwika XIV. W 1651 roku rozpoczął ośmioletnią pracę nad Le Roman comique. Powieść ta jest najbardziej znanym dziełem Scarrona i jest napisana w stylu hiszpańskiego romansu łotrzykowskiego. Pisarz zmarł 7 października 1660 roku w Paryżu.